# Escuela Nacional Preparatoria 5
La Escuela Nacional Preparatoria Plantel 5 "José Vasconcelos" es uno de los nueve planteles de la Escuela Nacional Preparatoria, que pertenece a la Universidad Nacional Autónoma de México (UNAM). Inició sus labores el 8 de marzo de 1954.

## Historia
Con la inauguración de la Ciudad Universitaria el 20 de noviembre de 1952, los universitarios dieron por iniciada la mudanza paulatina de las escuelas y facultades que aún se encontraban en el llamado Barrio Universitario en el Centro Histórico de la Ciudad de México, hacia el sur de la ciudad.
Fue en 1954 cuando la Escuela Nacional Preparatoria empezó de buscar nuevas sedes para sus planteles, ya que el incremento tanto en su plantilla estudiantil como el evidente interés por ingresar en un futuro, hacía insuficientes a los cuatro que estaban en el Centro y sus alrededores.
Al no encontrar a tiempo el espacio adecuado, la preparatoria tuvo que iniciar sus actividades el 8 de marzo de 1954, con mil 238 alumnos divididos en tres locales: al interior del Plantel No. 1 en el Antiguo Colegio de San Ildefonso, Miguel Shultz 26-A en la colonia San Rafael y Justo Sierra 67. A pesar de que ya había arrancado el ciclo, las autoridades de la ENP siguieron buscando el espacio ideal para la instalación del quinto plantel.
El nuevo plantel fue creado a mediados de la década de los cincuenta en los terrenos de la exhacienda de San José Coapa al sur de la Ciudad de México. Cuando se inició la construcción del plantel se tenía contemplado trasladar una parte de la población estudiantil fuera del barrio de San Ildefonso y permitir así el incremento de la matrícula, se planeo abrir un nuevo plantel concebido como una Ciudad Preparatoriana, lejos del centro y con una gran extensión donde pudiera tener auditorios, biblioteca e instalaciones deportivas. El plantel recibió el nombre del jurista y prócer universitario “José Vasconcelos”.

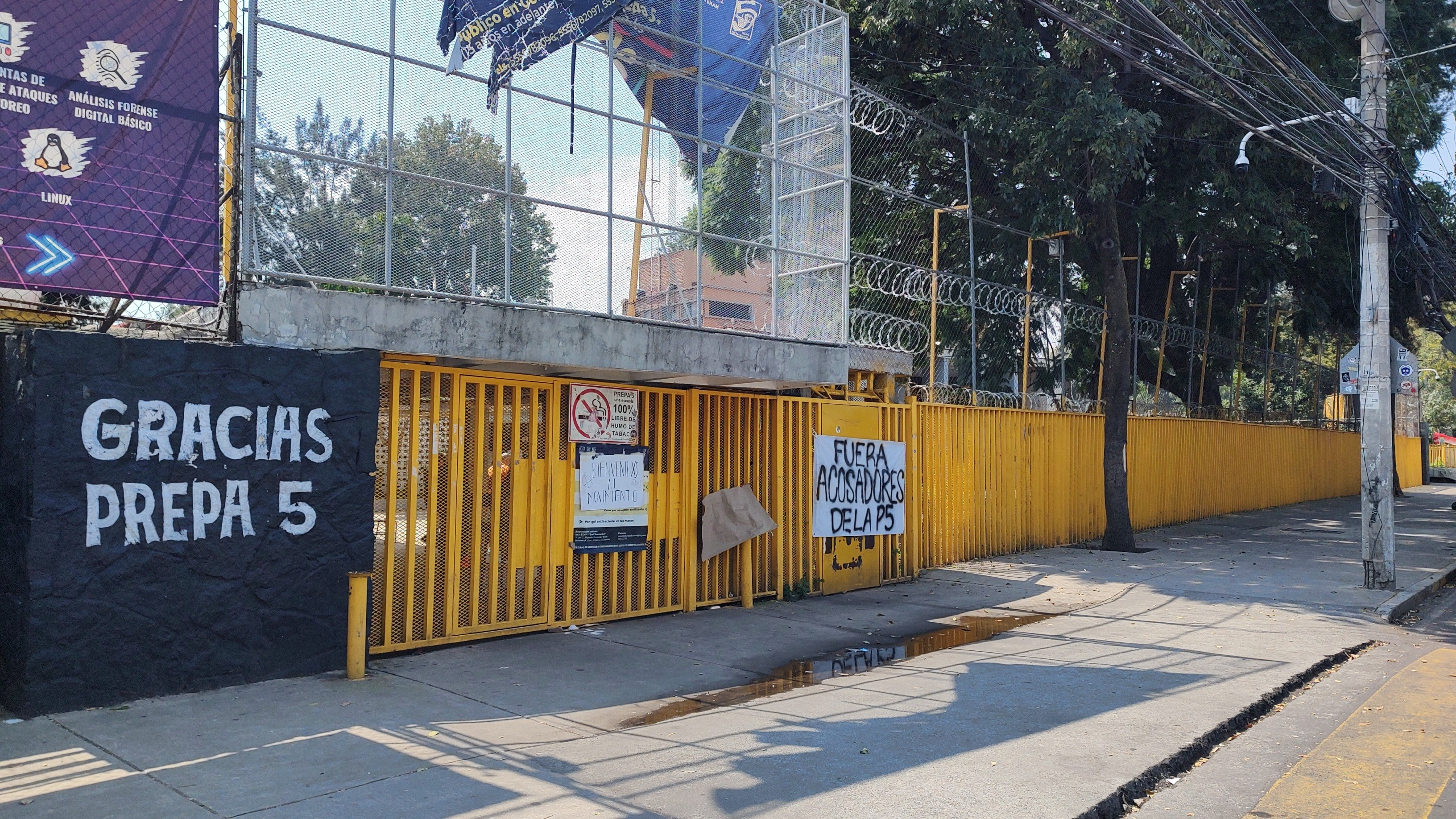
Fachada de la ENP 5

El nuevo edificio fue construido en una zona rural. Fue el 19 de abril de 1955 que comenzaron las clases de manera oficial en el nuevo plantel; sin embargo, iniciaron con una infraestructura provisional ya que a la par se estaban construyendo las aulas con una arquitectura moderna. Actualmente la zona de Coapa y los alrededores de la Prepa Plante 5 lucen urbanizados, lo que es radicalmente diferente y contrastante a como lucía la zona en 1955; cuando el edificio de la Preparatoria era la única construcción visible en este lugar. Hoy tiene una plantilla superior a los 10 mil alumnos, además de ser el plantel más grande de todas las preparatorias de la UNAM.

## Instalaciones

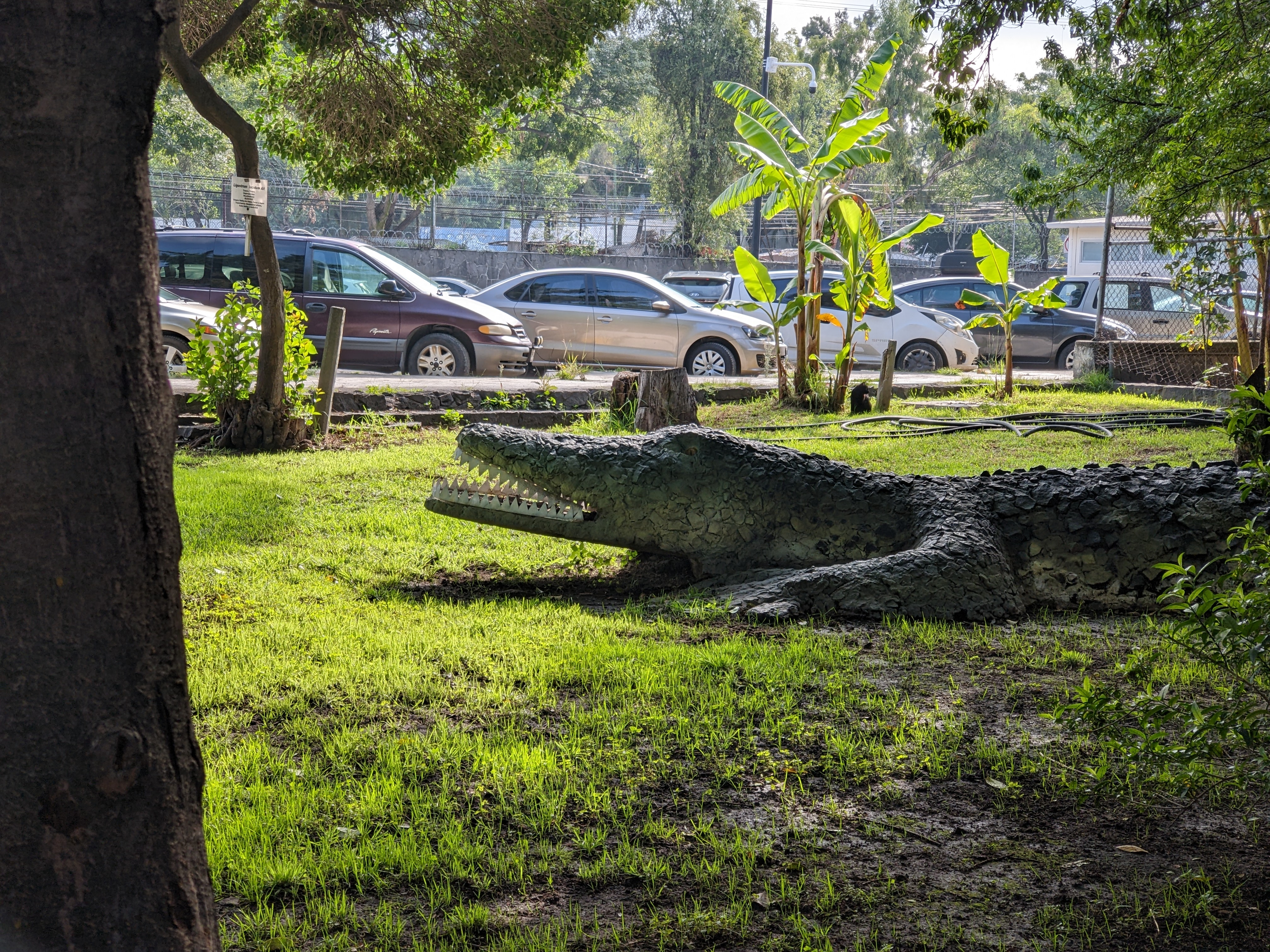
Escultura de cocodrilo en Prepa 5.

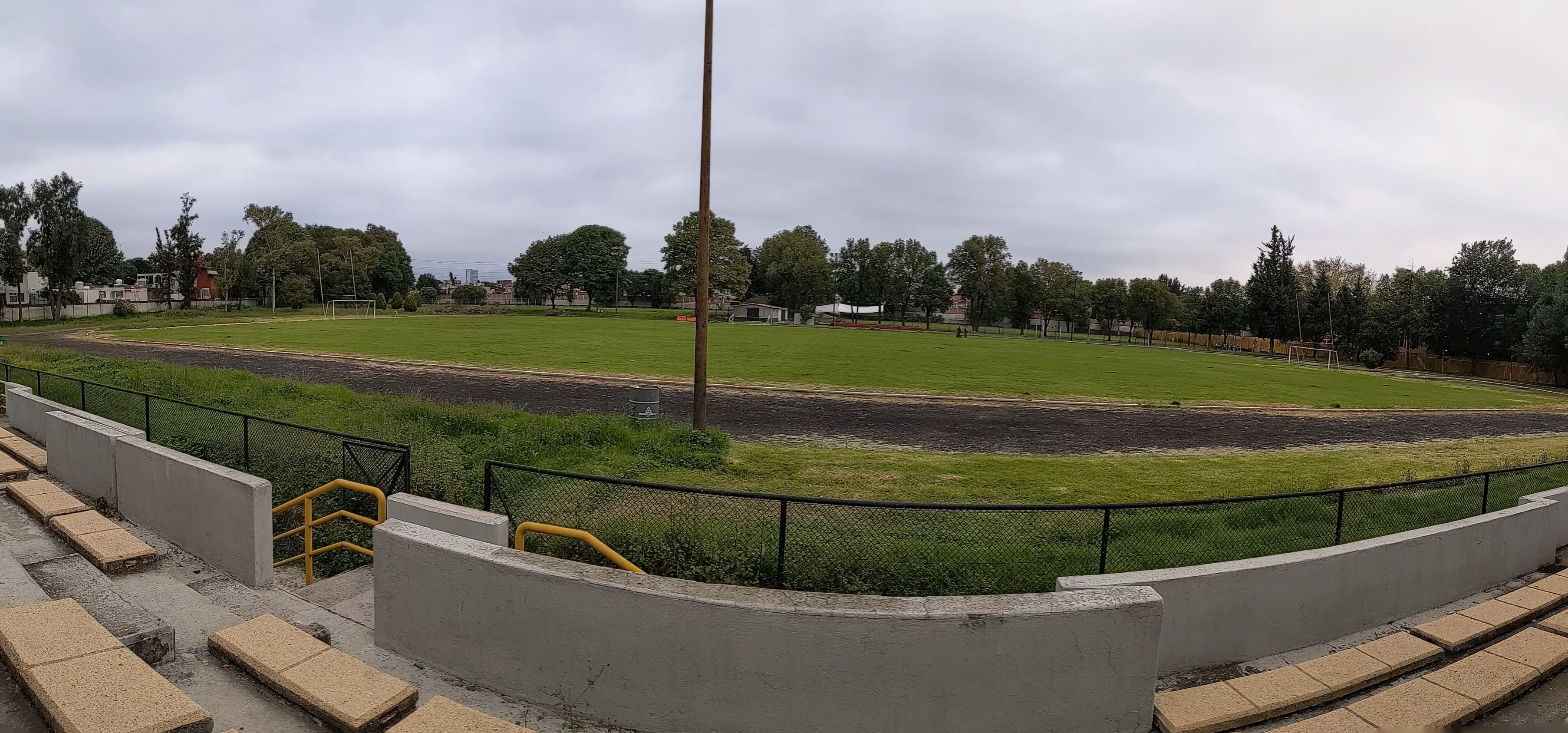
Campo de fútbol en Prepa 5

La preparatoria cuenta con las siguientes instalaciones:
- Auditorio Gabino Barreda
- Edificio A y Jardineras
- Alberca olímpica
- Gimnasio
- Biblioteca
- Canchas deportivas

## Atentados terroristas del 21 de abril de 2025 y Referencias
El Lunes 21 de abril del 2025 aproximadamente a las 12:30 hrs se escucharon dos detonaciones: 
La primera detonación fue en el Edificio E del plantel en el salón E-39
La segunda detonación fue en el Edificio A alrededor del salón A-105 (según testigos). 
Posterior a las detonaciones, las autoridades correspondientes solicitaron la evacuación del plantel y cerraron la escuela para hacerse las investigaciones posibles y asegurar que no haya más artefactos explosivos

Hasta el momento se ha sabido que fueron cohetones los que provocaron estos atentados que iban en contra de la integridad de los estudiantes. Pero aún no se ha dado con los responsables. 
1. ↑  «Directorio de la Escuela Nacional Preparatoria 5». UNAM. Consultado el 25 de octubre de 2022.
2. ↑  «Antes hacienda, hoy es la Prepa 5 de la UNAM». El Universal. 6 de febrero de 2019. Consultado el 26 de octubre de 2022.
3. ↑  «HISTORIA DE LA ESCUELA NACIONAL PREPARATORIA PLANTEL NÚMERO 5 by melaniesh51 - Issuu». issuu.com (en inglés). Consultado el 26 de octubre de 2022.
4. 1 2 3 4 5  «Antes hacienda, hoy es la Prepa 5 de la UNAM». El Universal. 6 de febrero de 2019. Consultado el 26 de octubre de 2022.
5. ↑  «La historia de Prepa 5». issuu (en inglés). Consultado el 26 de octubre de 2022.
6. ↑  «Prepas UNAM | Planteles | Plan de Estudios [ Requisitos 2022 ]». Mextudia. Consultado el 26 de octubre de 2022.
7. ↑  «Conoce tu Prepa – Escuela Nacional Preparatoria 5 "José Vasconcelos"». Consultado el 26 de octubre de 2022.

- Datos: Q114880363